# アンリ・ボゲ
アンリ・ボゲ（Henry Boguet、1550年 - 1619年）は、フランス・ブルゴーニュ伯領サン・クロードの裁判官、法学者。現在ではピエール・ド・ランクル、イギリスのマシュー・ホプキンスと並んで悪名高い魔女狩り処刑人と称されている。

## 経歴
1596年から1616年まで大判事に任じられていた。裁判官として狼男または人狼や魔女とされる人々を処刑した。やがては著書『妖術師論』を発表し、彼の残した書物や異端者に対する資料はピエール・ド・ランクルなど多くの魔女狩りを行う者達に影響を与えた。

## 著作
アンリ・ボゲは高い教養と裁判官としての経験から、魔女裁判の実務者に役立つような簡潔な指針を与える『妖術師論』Discours execrable des sorciers（1602年）、ブルゴーニュ地方の慣習法の注釈書（1603年）、聖クロードの伝記（1609年）などを書いている。

## 狼男狩り
ボゲはド・ランクルらに比べるといくらか公平な判事として有名で人狼や魔女とされた人々にも温情を与えたり無罪にすることも多く、後半では狼男狩りなどにも疑問を呈するようになっていたとされる。

### 出展
1. 1 2 3  菊地英里香「近世初期の悪魔学 : J・ボダンの時代の裁判官たち（レミ、ボゲ、ランクル、デル・リオ）の言説」『古典古代学』第2巻、筑波大学大学院人文社会科学研究科古典古代学研究室、2010年3月23日、9-39頁、ISSN 18837352。